# Rita Kernn-Larsen
Rita Kernn-Larsen född 1 januari 1904, död 10 april 1998, var en dansk konstnär. 
Kernn-Larsen föddes i en förmögen familj i Hillerød och gick i den privata Marie Mørks skola där. Hon började måla när hon var ung. Sedan hon  hade tillbringat tid i Oslo, Norge, gick hon på Det Kongelige Danske Kunstakademi för att finjustera sin konst, men tyckte att undervisningen där var för traditionell. Istället flyttade hon till Paris och gick med i Fernand Légers akademi och studerade under honom till 1933, då hon återvände till Danmark och öppnade en egen ateljé.
Under 1930-talet gick Kernn-Larsens stil från en mer dekorativ stil till surrealism. Hon deltog regelbundet i utställningar som en av de enda kvinnliga surrealistiska konstnärerna, bland annat i London International Surrealist Exhibition 1936. 1937 flyttade Kernn-Larsen tillbaka till Paris. Där träffade hon Peggy Guggenheim, som öppnade en separatutställning för henne året därpå i London. Hon stannade kvar i London under krigsåren tillsammans med sin man, den judiske konsthandlaren Isak Grünberg. Vid den tiden lämnade hon surrealismen och fokuserade på ett mer realistiskt förhållningssätt till sina målningar under kriget.
Efter kriget flyttade Kernn-Larsen till Saint-Jeannet, Alpes-Maritimes, Frankrike, med det sydfranska landskapet som motiv för sina senare målningar. Där bodde hon från 1947 till 1992 och arbetade med keramik. Hon gav också ut en barnbok, Den gyllene byn. Hon fortsatte att delta i utställningar, främst i Danmark. Sin sista tavla, en retrospektiv målning, ställde hon ut 1995 på Randers Kunstmuseum.